# امیلی روئته
امیلی روئته (به آلمانی: Emily Ruete)، با زادنام سیده سلما یک شاهزاده زنگبار عمانی بود که در ۳۰ اوت ۱۸۴۴ در قصر متونی در زنگبار به دنیا آمد و پس از ازدواج با تاجری آلمانی به نام رودولف هاینریش روئته به عنوان نویسنده و معلم در آلمان زیست و در ۲۹ فوریه ۱۹۲۴ در گذشت. امیلی نویسندهٔ کتاب "خاطرات شاهزادهٔ عرب از زنگبار" است که برای اولین بار در سال ۱۸۸۶ در آلمان به چاپ رسید.

## زندگی در زنگبار
شاهزاده سلما، دختر سعید بن سلطان بن احمد، پادشاه وقت عمان و زنگبار و از مادری برده و اهل چرکس بود. او دوران کودکی را بی دردسر و در محیطی آرام و اشرافی گذراند؛ و به راحتی خواندن و نوشتن آموخت.
بین او و برادر ناتنی‌اش ماجد رابطه‌ای بر پایه اعتماد برقرار بود. سلما از سال ۱۸۵۱ مقیم خانه او بود و اسب سواری و تیراندازی را از او فراگرفت. ماجد برادر سلما در سال ۱۸۵۶ میلادی، پس از مرگ پدر، به پادشاهی زنگبار رسید. سلما که پس از مرگ پدر، فردی بالغ محسوب می‌شد، از دارایی پدر وارث یک مزرعه همراه با خانه‌ای مسکونی و ۵۴۲۹ پوند پول نقد شد. پس از درگذشت مادرش نیز در سال ۱۸۵۹ بر اثر همه‌گیری وبا، سلما از دارایی مادر، صاحب سه مزرعه و تعدادی خانه مسکونی گشت.
پس از آن سلما به حیاط سلطان روانه شد، سپس خواهر و برادری ناتنی به نام‌های خوالا و برغش او را به سرنگونی ماجد تحریک کردند. کودتا به ثمر نرسید و سلما چندین ماه در حبس خانگی به سر برد. اما پس از آن سلما با ماجد بار دیگر از در آشتی درآمد. برغش نیز که به مدت دو سال به بمبئی تبعید شده بود تا آخر عمرش، هر گونه تماسی با سلما را رد و آشتی سلما با ماجد را خیانت تلقی کرد.
سلما در سال ۱۸۶۶ با تاجری آلمانی، «هاینریش رودولف روئته» که از اهالی هامبورگ بود و در بنایی در جوار قصر سلطان زندگی می‌کرد آشنا شد. هر چند ارتباط این دو بر خانواده سلما پوشیده نبود، ولی ازدواج وی با یک مسیحی غیرقابل تصور به نظر می‌رسید. تا اینکه او اعلام کرد از روئته آلمانی، چهار ماه حامله است. سلما در ۲۴ اوت ۱۸۵۶ با کمک نایب کنسولگری بریتانیا و سوار بر کشتی جنگی «های‌فلایر» به قصد نجات از سنگسار، از زنگبار فرار کرد. درحالی‌که سایر برادران سلما با این راه حل موافق بودند، ماجد به کنسولگری بریتانیا اعتراض کرد. سلما به عدن سفر کرد، جایی که پسرش هاینریش (جونیور) چشم به جهان گشود. او در یکم آوریل ۱۸۶۷ مسیحی شد و نام امیلی را برای خود برگزید. هاینریش جونیور فرزند سلمی پیش از رسیدن پدر به عدن درگذشت.

## زندگی در آلمان
سلما و روئته در تاریخ ۳۰ مه ۱۸۶۷ با ازدواج کردند و برای زندگی راهی هامبورگ شدند. ۲۴ مارس ۱۸۶۸، دخترش، «آنتونیا تاوکا روئته» به دنیا آمد که بعدها با یک مهندس آلمانی بنام «اویگن براندایز» ازدواج کرد.
۱۳ آوریل ۱۸۶۹ پسرش با نام رودولف سعید روئته به دنیا آمد؛ روزنامه‌نگار و نویسنده‌ای که بعدها از مخالفان سر سخت حزب نازی آلمان شد. وی در سال ۱۹۳۴ از تابعیت آلمان خارج شد و به تابعیت انگلستان در آمد و پس از جنگ جهانی دوم در لوسرن سوئیس درگذشت.
در ۱۶ آوریل ۱۸۷۰ دختری با نام «روزالی گوت روئته» به دنیا آمد که همسر ژنرال بلند پایهٔ ارتش پروس به نام «مارتین ترئومر» شد.
در تاریخ ۶ اوت ۱۸۷۰ رودولف همسر سلما در حادثه‌ای درگذشت. گفته می‌شود وی توسط یک گله اسب به زیر گرفته شد و چون مسئولان از واگذاری ارث شوهر به او سر باز زدند، سلما دچار تنگنای مالی و اقتصادی شد. سلما مدتی در درسدن، برلین، رودل‌اشتات و کلن زندگی کرد.
او همچنین پس از مرگ شوهرش در برنامه‌های استعماری اتوفون بیسمارک گرفتار شد. در سال ۱۸۷۵ تلاش کرد با برادرش که برای ملاقاتی دولتی به لندن رفته بود، جهت مطالبهٔ دارائی‌هایش در زنگبار تماس برقرار کند. حضور برادرش، برغش در لندن در چهارچوب بالا گرفتن جریان تقسیم منطقه در آفریقای شرقی از جانب آلمان و بریتانیا بود. بیسمارک، از سلما در راه منافع استعماری‌اش استفاده کرد و اجازه داد او در سال‌های ۱۸۸۵ و ۱۸۸۸ دو بار به همراهی مقامات آلمانی به زنگبار سفر کند؛ ولی برغش، برادرش نه تنها تمام ادعاها و خواسته‌های وی را رد کرد، بلکه اصلاً پذیرای او نشد.
در پی کنفرانس کنگو و پس از آن، قرارداد هاگلند - زنگبار که سبب شفاف شدن دعواهای آلمان - بریتانیا شد، دیگر حتی آلمانی‌ها هم به حضور سلما توجهی نشان نمی‌دادند. سلما به نوشتن روی آورد و در سال ۱۸۸۶ اولین کتابش با نام «خاطرات شاهزادهٔ عرب از زنگبار» به چاپ رسید. او علاوه بر در آمد حاصل از فروش کتاب، از راه تدریس زبان عربی نیز امرار معاش می‌کرد. سلما در سال ۱۸۹۸ به بیروت، جایی که پسرش «رودولف یونیور» به عنوان کارمند کنسولگری آلمان مشغول به کار بود، سفر کرد. او تا سال ۱۹۱۶ سفرهای بسیاری به خاورمیانه داشت. در سال ۱۹۲۲ پس از مرگ خواهر و برادرهای ناتنی‌اش، نوه برغش، «سلطان خلیفه بن برغش»، برایش بازنشستگی مختصری مقرر کرد. از سال ۱۹۲۰ او در ینا، نزد خانواده شوهر یکی از دخترهایش زندگی کرد و در سال ۱۹۲۴ در همان‌جا، بر اثر ذات‌الریه درگذشت و در هامبورگ در «گورستان اولسدورف» به خاک سپرده شد. مزار او به عنوان مقبره یک شخصیت صاحب‌نام نگهداری می‌شود.

## آثار
دو کتاب از او به نام‌های «خاطرات شاهزادهٔ عرب از زنگبار» و «نامه‌های بعد از وطن» به چاپ رسید. کتاب اول او به موفقیتی بزرگ و بازتابی عمومی دست یافت و در مجلات هم‌عصرش زیاد از او نام برده شده‌است. در تاریخ ادبیات نیز از کتاب وی به عنوان اولین کتاب زندگینامه از زبان یک «زنِ عرب» یاد شده‌است.
سلما در بخشی از کتاب خاطرات شاهزادهٔ عرب از زنگبار به همسر ایرانی پدرش با نام شهزاده اشاره می‌کند که زنی به‌غایت زیبا و ولخرج بود. او پس از توصیف سخاوت و بی پروایی در رفتار و تفکر این بانوی ایرانی، اضافه می‌کند که رفتار شهزاده بر اساس عقاید اعراب غیرقابل قبول بود و در نهایت این ازدواج که تنها بخاطر پول صورت گرفته بود، به طلاق انجامید و شهزاده ایرانی، به ایران بازگشت.
در موزه قصر مردم زنگبار اتاقی به نام و یاد او، چیده شده که مبلمان او از سال ۱۸۶۰ در آن موجود است. تینک دیاز در فیلم مستندی با نام «شاهزاده‌ای از زنگبار» که در سال ۲۰۰۷ میلادی در آلمان ساخته شده از سلما یاد کرده‌است. در رمان «جزیره‌ای در توفان» نیز که به مرور حوادث سال‌های آخر ۱۸۵۰ زنگبار می‌پردازد، در نقشی جانبی، به عنوان شخصیتی داستانی از او نام برده شده.